# Edwin Ernest Salpeter
Edwin Ernest Salpeter (Vienna, 3 dicembre 1924 – Ithaca, 25 novembre 2008) è stato un astronomo austriaco naturalizzato statunitense.
Emigrato dall'Austria all'Australia quando era ancora adolescente, ha ricevuto il Doctor of Philosophy nel 1948 all'Università di Birmingham, spendendo la maggior parte della propria vita di ricercatore alla Cornell University.
È ricordato per aver ipotizzato per primo che le stelle brucino l'Elio-4 trasformandolo in Carbonio-12 mediante il Processo tre alfa, non direttamente ma attraverso un intermedio metastabile, il berillio-8 che permette di spiegare l'abbondanza di produzione di carbonio nelle stelle.
Con Hans Bethe nel 1951, descrive l'Equazione di Bethe-Salpeter.

## Onorificenze
- Carnegie Institution for Science Award for Research in Astrophysics (1959)
- Gold Medal of the Royal Astronomical Society (1973)
- Henry Norris Russell Lectureship (1974)
- J. Robert Oppenheimer Memorial Prize della University of Miami (1974)
- Karl Schwarzschild Medal (1985)
- Bruce Medal (1987)
- Mohler Prize (1988)[1]
- Premio Crafoord (insieme a Fred Hoyle) (1997)